# Belgique au Concours Eurovision de la chanson 2016
La Belgique a annoncé le 26 mai 2015 sa participation au Concours Eurovision de la chanson 2016 à Stockholm, en Suède.
Laura Tesoro remporte la finale "Eurosong 2016" le 17 janvier 2016 avec sa chanson What's the Pressure.

## Eurosong 2016
Comme toutes les années paires, c'est la Flandre qui organise la sélection.
En novembre 2015, les 5 artistes qui participent à cette finale nationale sont annoncés sur la radio MNM :
- Adil Aarab
- Astrid Destuyver
- Tom Frantzis
- Laura Tesoro
- Amaryillis Uitterlinden

Ils concourent le 17 janvier 2016 ; les chansons sont révélées une semaine avant la finale nationale. Le gagnant est choisi par un jury de 10 experts européens et par le télévote.

### Émission 1
La première émission s'est tenue le 3 janvier 2016. Elle présenta les différents artistes en compétition. Chaque artiste devait chanter une reprise d'une ancienne chanson du Concours Eurovision de la chanson. Les deux experts qui purent interagir avec les artistes durant cette émission furent Alexander Rybak et Stijn Kolacny. Le télévote fut utilisé pour déterminer l'artiste qui a le plus convaincu le public.
Amaryllis Uitterlinden gagna cette première émission.
| Ordre | Artiste                | Chanson reprise     | Artiste original |
| ----- | ---------------------- | ------------------- | ---------------- |
| 1     | Astrid Destuyver       | Everyway That I Can | Sertab Erener    |
| 2     | Laura Tesoro           | Düm Tek Tek         | Hadise           |
| 3     | Adil Aarab             | Hold Me Now         | Johnny Logan     |
| 4     | Tom Frantzis           | Rhythm Inside       | Loïc Nottet      |
| 5     | Amaryllis Uitterlinden | Euphoria            | Loreen           |

### Émission 2
La deuxième émission s'est tenue le 10 janvier 2016. Elle a introduit les différentes chansons qui ont été interprétées pour la première fois en public. Les deux experts qui ont pu interagir avec les artistes durant cette émission étaient Tom Helsen et Beverly Jo Scott. Le télévote fut mis à contribution pour déterminer l'opinion générale qu'avait le public sur les chansons présentées ce soir-là, et Laura remporta cette émission.
| Ordre | Artiste                | Chanson             | Traduction                    |
| ----- | ---------------------- | ------------------- | ----------------------------- |
| 1     | Amaryllis Uitterlinden | Kick The Habit      | Brise la routine              |
| 2     | Adil Aarab             | In Our Nature       | Dans notre nature             |
| 3     | Laura Tesoro           | What's the pressure | Quelle est la pression        |
| 4     | Astrid Destuyver       | Everybody Aches     | Les douleurs de tout le monde |
| 5     | Tom Frantzis           | I'm Not Lost        | Je ne suis pas perdu          |

### Finale
La troisième émission, la finale de cette sélection nationale, s'est tenue le 17 janvier 2016. Les artistes ont présenté encore une fois leur chanson pour l'Eurovision, et ont été jugés par 10 juges internationaux ainsi que le télévote. Un premier round a été utilisé avec les classements des jurys internationaux et du télévote afin de déterminer les deux artistes sélectionnés pour aller au deuxième et dernier round où le télévote a déterminé à lui seul, l'issue de la compétition. 
| Ordre | Artiste                | Chanson             | Jurys internationaux     | Jurys internationaux | Jurys internationaux | Jurys internationaux  | Jurys internationaux | Jurys internationaux   | Jurys internationaux  | Jurys internationaux   | Jurys internationaux | Jurys internationaux | Jurys internationaux | Télévote | Total | Place |
| Ordre | Artiste                | Chanson             | Drapeau de l'Azerbaïdjan | Drapeau de la France | Drapeau de la Grèce  | Drapeau de la Hongrie | Drapeau de l'Irlande | Drapeau de la Lettonie | Drapeau du Monténégro | Drapeau du Royaume-Uni | Drapeau des Pays-Bas | Drapeau de la Suède  | Total                | Télévote | Total | Place |
| ----- | ---------------------- | ------------------- | ------------------------ | -------------------- | -------------------- | --------------------- | -------------------- | ---------------------- | --------------------- | ---------------------- | -------------------- | -------------------- | -------------------- | -------- | ----- | ----- |
| 1     | Adil Aarab             | In Our Nature       | 10                       | 7                    | 7                    | 7                     | 7                    | 8                      | 7                     | 8                      | 10                   | 8                    | 79                   | 80       | 159   | 3     |
| 2     | Laura Tesoro           | What's the Pressure | 8                        | 12                   | 10                   | 12                    | 12                   | 12                     | 12                    | 7                      | 12                   | 10                   | 107                  | 120      | 227   | 1     |
| 3     | Tom Frantzis           | I'm Not Lost        | 12                       | 10                   | 12                   | 8                     | 8                    | 10                     | 8                     | 12                     | 8                    | 12                   | 100                  | 100      | 200   | 2     |
| 4     | Astrid Destuyver       | Everybody Aches     | 6                        | 8                    | 8                    | 6                     | 6                    | 7                      | 6                     | 6                      | 6                    | 6                    | 65                   | 60       | 125   | 5     |
| 5     | Amaryllis Uitterlinden | Kick the Habit      | 7                        | 6                    | 6                    | 10                    | 10                   | 6                      | 10                    | 10                     | 7                    | 7                    | 79                   | 70       | 149   | 4     |

#### Super finale
| Chanson             | Place |
| ------------------- | ----- |
| What's the Pressure | 1     |
| I'm not lost        | 2     |

## À l'Eurovision
La Belgique participe à la deuxième demi-finale, le 12 mai 2016, et se qualifie pour la finale du 14 mai 2016. What's the Pressure atteint la 10e place du classement final lors du Concours, avec 181 points (dont 130 des jurys et 51 des téléspectateurs).